# Polyacme peristrigata
Polyacme peristrigata là một loài bướm đêm trong họ Geometridae.